# Систем диференцијалних једначина
Систем диференцијалних једначина првог реда је систем од n једначина које успостављају везу између независно променљиве, непознатих функција и њихових првих извода. 
 Општи облик записа система је:
F1(t, x1, x1',..., xn, xn') = 0
.
.
.
Fn(t, x1, x1',..., xn, xn') = 0

 Нормални облик записа система је:
x1' = f1(t, x1,...xn)
.
.
.
xn' = f1(t, x1,...xn)